# Дом-музей Джамшида Нахичеванского
Дом-музей Джамшида Джафаркули оглы Нахичеванского — мемориальный музей памяти советского и азербайджанского военачальника. Музей находится под контролем Министерства культуры Азербайджанской Республики.

## История

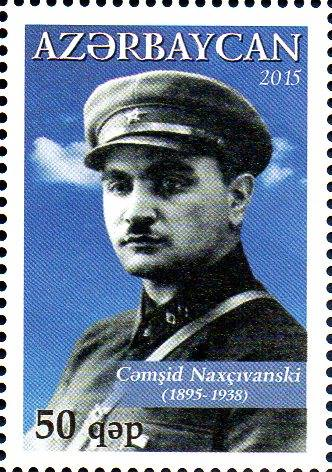
Почтовая марка 2015-го года

Музей был создан в 1981 году по случаю 85-летия одного из представителей рода Ханов Нахичеванских, командира Азербайджанской горнострелковой дивизии комбрига Джамшида Нахичеванского. В музее представлено 3208 экспонатов, отражающих жизнь и деятельность Джамшида Нахичеванского, включая фотографии, ордена и медали, документы, книги, письма и рукописи, личные и домашние предметы. Среди них есть статьи и книги, посвященные Нахичеванской Автономной Республике.

## Здание
Здание было построено во второй половине XIX века отцом Джамшида Нахичеванского Джафаргулу Ханом.
Здание двухэтажное, состоит из 4 основных и 5 второстепенных комнат.
В 1923 году здание функционировало как больница, в 1940 году как городская психиатрическая клиника.